# Aeroporto Internazionale Viru Viru
L'Aeroporto Internazionale Viru Viru  (Aeropuerto Internacional Viru Viru) (IATA: VVI, ICAO: SLVR) è un aeroporto boliviano situato a circa 20 km a nord del centro della città di Santa Cruz de la Sierra, lungo la strada statale 7 in direzione di Warnes-Montero, nel territorio dell'omonimo comune in Provincia di Andrés Ibáñez.
La struttura, così chiamata per il lemma in lingua guaraní Viru Viru che significa pampa e che identificava tutta la zona in cui è sorto l'aeroporto, è posta all'altitudine di 373 m / 1 225 ft sul livello del mare ed è dotata di un terminal, una torre di controllo e di una pista con fondo in asfalto lunga 3 500 m e larga 45 m (11 483 x 148 ft) con orientamento 16-34 dotata di sistemi di assistenza all'atterraggio, tra cui un impianto di illuminazione ad alta intensità (HIRL) e l'indicatore visivo di angolo d'approccio PAPI.
L'aeroporto è gestito dalla società multinazionale Aeropuertos Abertis con sede a Barcellona ed è aperto al traffico commerciale.

## Storia
L'idea di realizzare un nuovo e moderno aeroporto a Santa Cruz, concepita già nel 1965 su iniziativa del presidente René Barrientos Ortuño, già generale e comandante in capo della Fuerza Aérea Boliviana, per la necessità di sostituire il vecchio aeroporto El Trompillo, impianto ormai considerato inadeguato alle mutate esigenze del traffico aereo, non si concretizzò che nel 1976.
Individuata l'area a nord del centro abitato, vennero in breve tempo iniziati i lavori di costruzione, che si protrassero fino al 1983, anno della sua inaugurazione ufficiale. Da quel momento il Viru Viru è diventato il più importante aeroporto in Bolivia operando come scalo su rotte internazionali, nonostante Santa Cruz sia solo la seconda più grande area metropolitana in Bolivia. È diventato un importante collegamento con La Paz e il resto del paese. Il suo successo è dovuto anche alla particolare ubicazione di La Paz, posta ad un'altitudine di circa 3 600 metri sul livello del mare e per questo alle volte difficile da raggiungere in auto da altre città boliviane.

## Incidenti
- 8 marzo 2006 - un Learjet 35 della Fuerza Aérea Argentina con rotta dall'aeroporto Internazionale di El Alto di La Paz con destinazione Viru Viru si è schiantato dopo il decollo uccidendo tutti e sei componenti dell'equipaggio che si trovavano a bordo.